# Brandon Williams (piłkarz)
Brandon Paul Brian Williams (ur. 3 września 2000 w Manchesterze) – angielski piłkarz występujący na pozycji obrońcy.

## Kariera klubowa
25 września 2019 roku zadebiutował w Manchesterze United w wygranym po rzutach karnych 5:3 meczu (spotkanie zakończyło się wynikiem 1:1) przeciwko Rochdale, zmieniając w 46 minucie spotkania Phila Jonesa. Swoją pierwszą bramkę dla Manchesteru United strzelił 24 listopada 2019 roku w zremisowanym 3:3 meczu przeciwko Sheffield United.
23 sierpnia 2021 roku został wypożyczony na cały sezon do Norwich City.
5 czerwca 2024 roku Manchester United ogłosił, że wraz z końcem sezonu 2023/2024 Brandon Williams odejdzie z klubu jako wolny agent. 

## Kariera reprezentacyjna
W reprezentacji Anglii do lat 20 zadebiutował 5 września 2019 roku w zremisowanym 0:0 meczu przeciwko reprezentacji Holandlii.

## Statystyki

### Klubowe
(aktualne na dzień 5 czerwca 2024)
| Klub                | Sezon              | Liga               | Liga  | Liga   | Puchar Anglii | Puchar Anglii | Puchar ligi | Puchar ligi | Europa | Europa | Inne  | Inne   | Suma  | Suma   |
| Klub                | Sezon              | Liga               | Mecze | Bramki | Mecze         | Bramki        | Mecze       | Bramki      | Mecze  | Bramki | Mecze | Bramki | Mecze | Bramki |
| ------------------- | ------------------ | ------------------ | ----- | ------ | ------------- | ------------- | ----------- | ----------- | ------ | ------ | ----- | ------ | ----- | ------ |
| Manchester United   | 2019/20            | Premier League     | 17    | 1      | 6             | 0             | 5           | 0           | 8      | 0      | –     | –      | 36    | 1      |
| Manchester United   | 2020/21            | Premier League     | 4     | 0      | 2             | 0             | 2           | 0           | 6      | 0      | –     | –      | 14    | 0      |
| Norwich City (wyp.) | 2021/22            | Premier League     | 26    | 0      | 2             | 0             | 1           | 0           | –      | –      | –     | –      | 29    | 0      |
| Manchester United   | 2022/23            | Premier League     | 0     | 0      | 0             | 0             | 1           | 0           | 0      | 0      | –     | –      | 1     | 0      |
| Ipswich Town (wyp.) | 2023/24            | Championship       | 15    | 2      | 0             | 0             | 2           | 0           | –      | –      | –     | –      | 17    | 2      |
| Ogólnie w karierze  | Ogólnie w karierze | Ogólnie w karierze | 62    | 3      | 10            | 0             | 11          | 0           | 14     | 0      | 0     | 0      | 97    | 3      |

## Sukcesy
Manchester United
- Puchar Ligi: 2022/2023